# Fagopyrum macrocarpum
Fagopyrum macrocarpum är en slideväxtart som beskrevs av Ohsako & Ohnishi. Fagopyrum macrocarpum ingår i släktet boveten, och familjen slideväxter. Inga underarter finns listade i Catalogue of Life.